# Općinska nogometna liga Labin 1989./90.
Općinska nogometna liga Labin, također i kao Općinsko nogometno prvenstvo Labin je bila liga šestog stupnja nogometnog prvenstva Jugoslavije u sezoni 1989./90. 
 
Sudjelovalo je 10 klubova, a prvak je bio klub "Jedinstvo" iz Nedešćine. 

## Ljestvica
| mj. | klub                | ut. | pob | ner (uk) | (ner 11m) | por | gol+ | gol- | bod |
| --- | ------------------- | --- | --- | -------- | --------- | --- | ---- | ---- | --- |
| 1.  | Jedinstvo Nedešćina | 18  | 12  | 5        | (3)       | 1   | 52   | 16   | 27  |
| 2.  | Radnik Labin        | 18  | 12  | 5        | (0)       | 3   | 52   | 20   | 24  |
| 3.  | Omladinac Martinski | 18  | 11  | 2        | (2)       | 5   | 47   | 32   | 24  |
| 4.  | Cement Koromačno    | 17  | 10  | 3        | (1)       | 4   | 40   | 24   | 21  |
| 5.  | Učka Čepić          | 17  | 7   | 1        | (1)       | 9   | 33   | 37   | 15  |
| 6.  | Polet Snašići       | 16  | 4   | 4        | (3)       | 8   | 33   | 35   | 11  |
| 7.  | Rabac               | 18  | 4   | 4        | (3)       | 10  | 40   | 49   | 11  |
| 8.  | Plomin              | 18  | 4   | 3        | (3)       | 11  | 25   | 63   | 11  |
| 9.  | Šumber              | 18  | 5   | 5        | (0)       | 8   | 35   | 50   | 10  |
| 10. | Iskra Vinež         | 18  | 2   | 5        | (2)       | 11  | 26   | 65   | 6   |

- ljestvica bez rezultata dvoije utakmice
- Martinski – tadašnji naziv za naselje Svet Martin
- u slučaju neriješenog rezultata je izvođeno raspucavanje jedanaesteraca

## Rezultatska križaljka
| kratica | klub                | CEM | ISK | JED | OML | PLO | POL | RAB | RAD | ŠUM | UČKA |
| --- | ------------------- | --- | --- | --- | --- | --- | --- | --- | --- | --- | ---- |
| CEM | Cement Koromačno    |     |     |     |     |     |     |     |     |     |      |
| ISK | Iskra Vinež         |     |     |     |     |     |     |     |     |     |      |
| JED | Jedinstvo Nedešćina |     |     |     |     |     |     |     |     |     |      |
| OML | Omladinac Martinski |     |     |     |     |     |     |     |     |     |      |
| PLO | Plomin              |     |     |     |     |     |     |     |     |     |      |
| POL | Polet Snašići       |     |     |     |     |     |     |     |     |     |      |
| RAB | Rabac               |     |     |     |     |     |     |     |     |     |      |
| RAD | Radnik Labin        |     |     |     |     |     |     |     |     |     |      |
| ŠUM | Šumber              |     |     |     |     |     |     |     |     |     |      |
| UČKA | Učka Čepić          |     |     |     |     |     |     |     |     |     |      |
| |                     |     |     |     |     |     |     |     |     |     |      |
| podebljan rezultat – utakmice od 1. do 9. kola (1. utakmica između klubova) rezultat normalne debljine – utakmice od 10. do 18. kola (2. utakmica između klubova) rezultat nakošen – nije vidljiv redoslijed odigravanja međusobnih utakmica iz dostupnih izvora rezultat smanjen * – iz dostupnih izvora nije uočljiv domaćin susreta prekrižen rezultat – poništena ili brisana utakmica p – utakmica prekinuta 3:0 p.f. / 0:3 p.f. – rezultat 3:0 bez borbe (_:_ 11 m) – rezultat u raspucavanju jedanaesteraca u slučaju neriješenog rezultata |                     |     |     |     |     |     |     |     |     |     |      |